# 鈴木雷太
鈴木 雷太（すずき らいた、1972年8月11日 - ）は、日本の自転車競技選手である。2000年シドニーオリンピックMTBクロスカントリー日本代表。2016年時点で、身長168cm、体重65kg。ニックネームは「雷蔵」

## 略歴
愛知県岡崎市出身。愛知県立岡崎商業高等学校卒業。1995年から2007年まで、チームブリヂストン・アンカー・クロスカントリーに所属。2000年シドニーオリンピッククロスカントリーに出場、2002年・2005年全日本MTB王座も獲得している。
2008年、長野県松本市にてスポーツバイシクルストアBIKE RANCHを開業。2012年ロンドンオリンピックマウンテンバイク日本代表チームのコーチを務め、2014年アジア大陸マウンテンバイク選手権では、全日本チームの監督として指揮をとり、過去最高の成績を収める。2020東京オリンピックでもコーチとして活躍した。

## 主な成績
- 1999年
  - ジャパンシリーズチャンピオン
  - アジア大陸選手権優勝[1]
  - シクロクロス全日本選手権優勝[1]
- 2000年 シドニーオリンピック 日本代表
- 2001年 ジャパンシリーズ 総合3位
- 2002年 全日本MTB選手権大会 優勝[1]
- 2002年 釜山アジア大会日本代表
- 2003年 全日本MTB選手権大会 3位
- 2005年 全日本MTB選手権大会 優勝[1]
- 2007年 自転車ロードレースチーム「ダイハツ・ボンシャンス飯田」選手兼任監督（ボンシャンス籍はロード競技限定）。
- 2008年 ボンシャンス選手兼任監督を退任、松本市に自転車ショップBIKE RANCHをオープン。